# Herboristerie

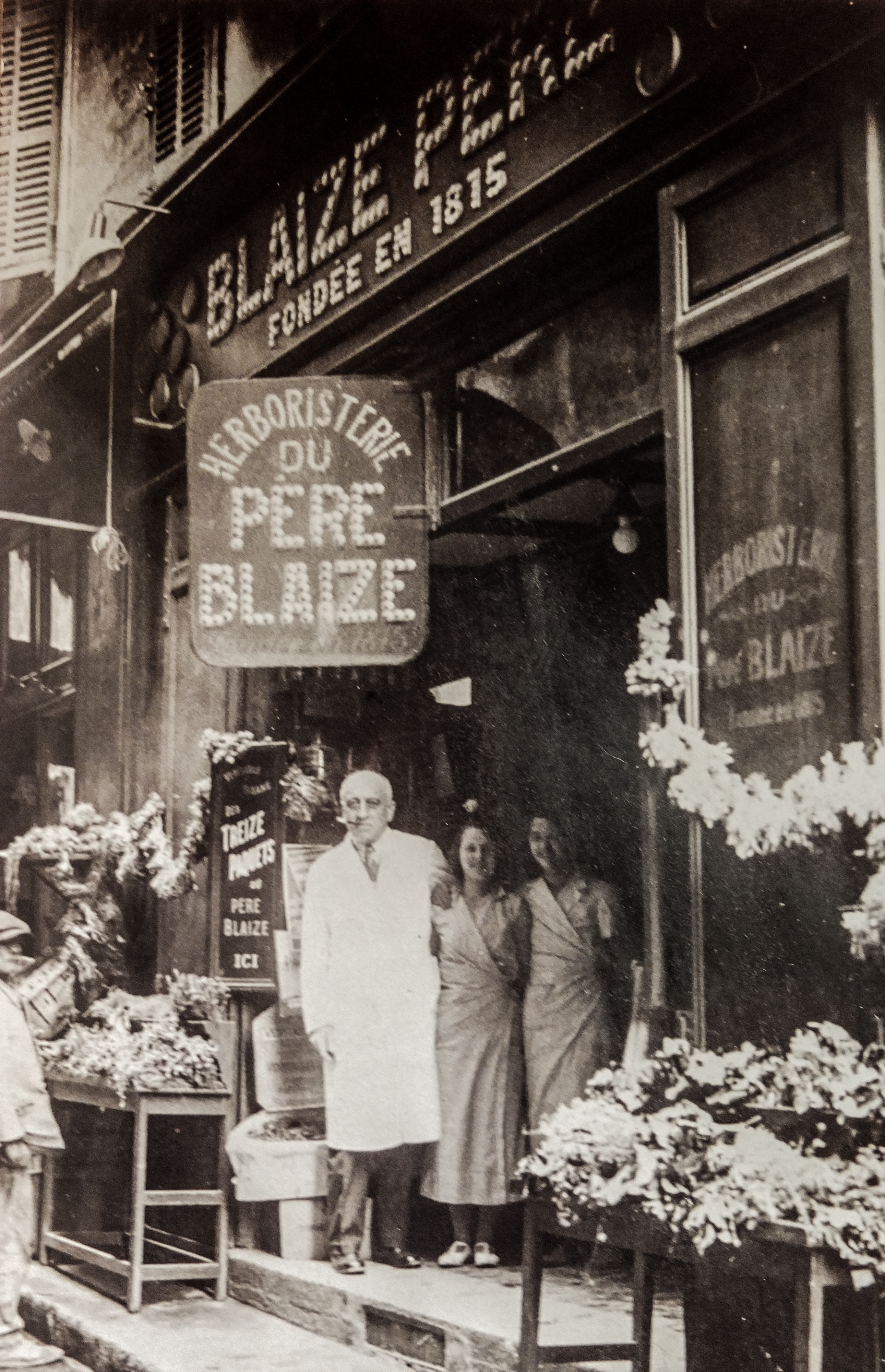
Herboristerie à Marseille dans les années 1920.

L'herboristerie consiste à la préparation et la commercialisation de plantes médicinales ou de préparations dérivées.
Par métonymie, le terme désigne la boutique dans laquelle sont vendues les plantes médicinales, tenue par un herboriste. L'herboristerie a un but strictement pratique, la science qui d'une manière purement théorique étudie les vertus médicinales des plantes est l'herbologie.

## Histoire

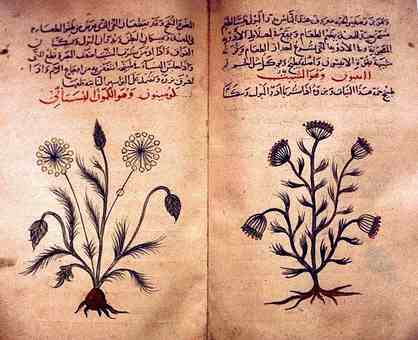
Traité arabe (env. 1334) concernant les plantes médicinales, selon le médecin, pharmacologue et botaniste Grec du I^{er} siècle Dioscoride.

Le premier code médical régulant l'usage des simples date de la Mésopotamie mais il est probable que des plantes étaient déjà utilisées pour se soigner durant la préhistoire.
Le premier ouvrage complet, intitulé De materia medica en latin, fut rédigé vers la fin du premier siècle de notre ère par le médecin et botaniste grec Dioscoride. Il fut le manuel de référence dans le domaine de la pharmacologie européenne et musulmane. Il se propagea tout au long de l'Antiquité et du Moyen Âge.
En Europe, à partir du Moyen Âge, trois corporations se différencient et sont souvent en lutte : les herbiers (dénomination médiévale) qui deviendront les herboristes, qui récoltent et vendent des plantes indigènes séchées (médecine la moins chère et disponibles pour tous à l'époque) ; les apothicaires (qui deviennent pharmaciens au XIXe siècle, avec une école nationale et une centralisation de l'organisation du métier ; ce sont alors les pharmaciens qui forment les herboristes qui sont tolérés, mais souvent critiqués par les pharmaciens) qui fabriquent et vendent des remèdes plus complexes et préparés à base de plantes, de minéraux et de substances animales ; et les médecins qui soignent souvent des personnes et des animaux et ont obtenu des monopoles sur le suif des chandelles, ou les poids et mesures. La médecine des simples est en partie inspirée de la « médecine des signatures » qui lie la santé aux équilibres de l'univers et sous-tend une prédétermination divine.

Au XVIIIe siècle, de nombreux ouvrages sur les plantes médicinales sont publiés en français. En 1712, Pierre-Jean-Baptiste Chomel publie "Abrégé de l'histoire des plantes usuelles, dans lequel on donne leurs noms différens françois et latins, la manière de s'en servir, la dose et les principales compositions de pharmacie dans lesquelles elles sont employées" qui sera réédité jusqu'en 1803. En 1768, Pierre-Joseph Buc'hoz rédige Médecine rurale et pratique, tirée uniquement des plantes usuelles de la France. En 1792, Henri-François-Anne de Roussel décrit un Tableau des plantes usuelles, rangées par ordre suivant les rapports de leurs principes et de leurs propriétés. 

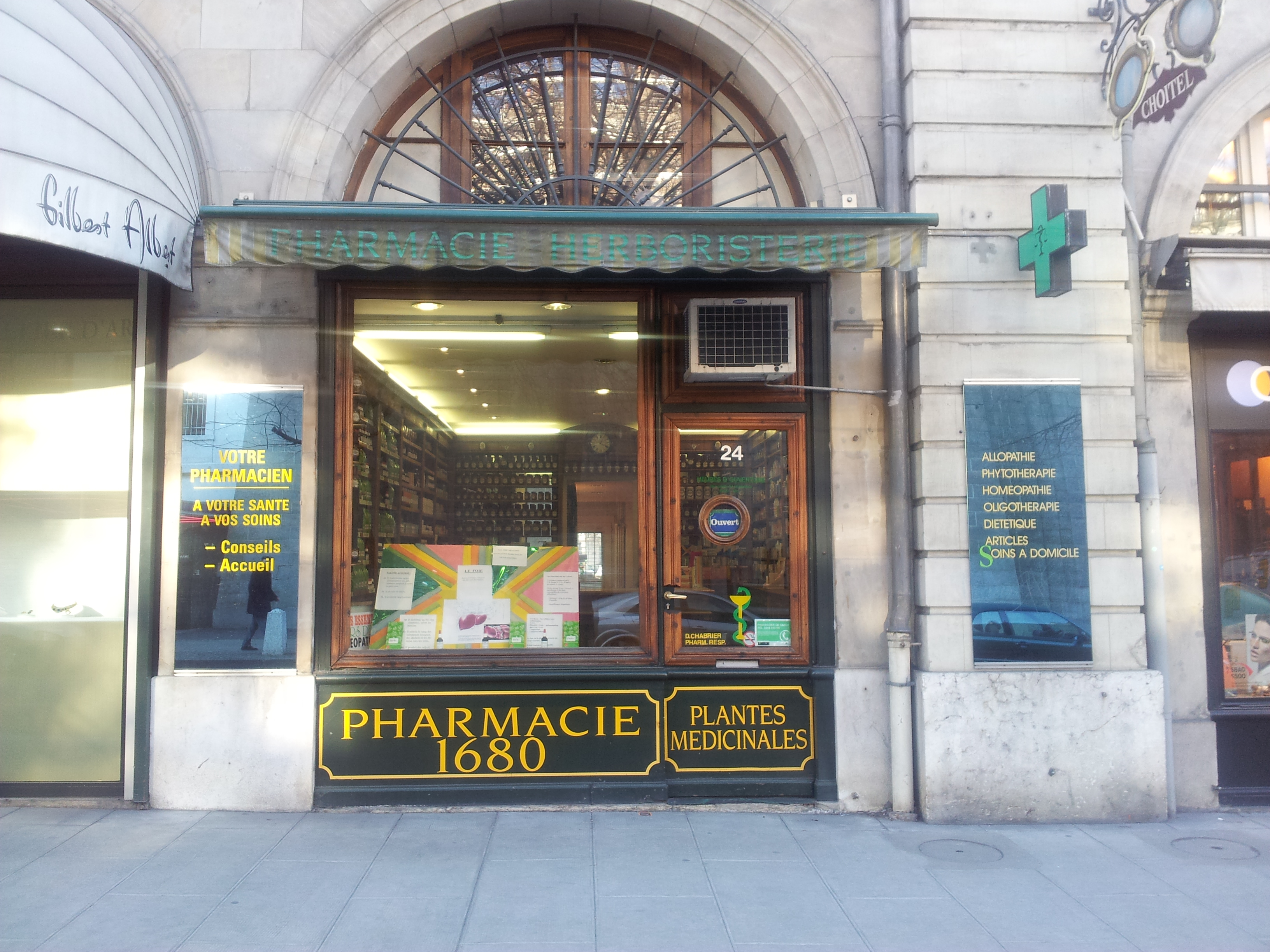
Herboristerie à Genève, Suisse

La mode est telle à l'époque qu'elle fait s'insurger le philosophe et naturaliste Jean-Jacques Rousseau : 

« Une autre chose contribue encore à éloigner du règne végétal l’attention des gens de goût : c’est l’habitude de ne chercher dans les plantes que des drogues et des remèdes. […] grâce à un certain Dioscoride, grand compilateur de recettes, et à ses commentateurs, la médecine s’est tellement emparée des plantes transformées en simples qu’on n’y voit que ce qu’on n’y voit point, savoir les prétendues vertus qu’il plaît au tiers et au quart de leur attribuer. […]  Arrêtez-vous dans une prairie émaillée à examiner successivement les fleurs dont elle brille, ceux qui vous verront faire, vous prenant pour un frater, vous demanderont des herbes pour guérir la rogne des enfants, la gale des hommes ou la morve des chevaux.[…] J’ai souvent pensé en regardant de près les champs, les vergers, les bois et leurs nombreux habitants que le règne végétal était un magasin d’aliments donnés par la nature à l’homme et aux animaux. Mais jamais il ne m’est venu à l’esprit d’y chercher des drogues et des remèdes. Je ne vois rien dans ses diverses productions qui m’indique un pareil usage, et elle nous aurait montré le choix si elle nous l’avait prescrit, comme elle a fait pour les comestibles. »

— Jean-Jacques Rousseau, Les Rêveries du promeneur solitaire, 1778.

Au XIXe siècle, la « médecine familiale », l'herboristerie et la pharmacopée populaire restent très présentes dans les campagnes. Les officines de pharmacie disposaient souvent d'une annexe faisant office de droguerie et herboristerie qui diffusaient aussi des produits vétérinaires, élevaient des sangsues. Certains médecins y accordaient une grande importance, par exemple Sélim-Ernest Maurin, médecin à Marseille, publie en 1888 un formulaire de l'herboristerie contenant dans sa préface "Cependant, les plantes médicinales fournissent le contingent le plus sûr, le plus complet et le plus usuel à la Thérapeutique vraie, et le clinicien qui ignore tous les détails de la botanique n'est qu'un empirique redoutable".
Au XXe siècle, dans les pays dits en développement, l'herboristerie tient encore une place importante, dont en Chine et en Afrique.

## Dans le monde

### Les herboristes en Belgique
En Belgique, plusieurs formations d'herboriste sont possibles dans des centres privés ou par l'enseignement à distance. Le métier d'herboriste remplace celui du droguiste d'autrefois. Le terme "herboriste" et non droguiste reste préservé afin de ne pas faire concurrence à la pharmacie. Au contraire des pharmaciens, le métier d'herboriste porte sur la santé et le bien-être mais n'est pas régulé par la loi belge et ne fait donc pas partie du cadre médical classique. La formation est de haut niveau et est reconnu par le gouvernement et par la Fédération d'herboristerie Européenne. Elle porte sur les connaissances en phytothérapie, aromathérapie, gemmothérapie et des connaissances de base dans plusieurs domaines des médecines naturelles. Elle dure approximativement 2 ans et permet aux bacheliers d'obtenir un diplôme d'herboriste agréé qui donne également droit au métier comme indépendant,.

### Les herboristes en France

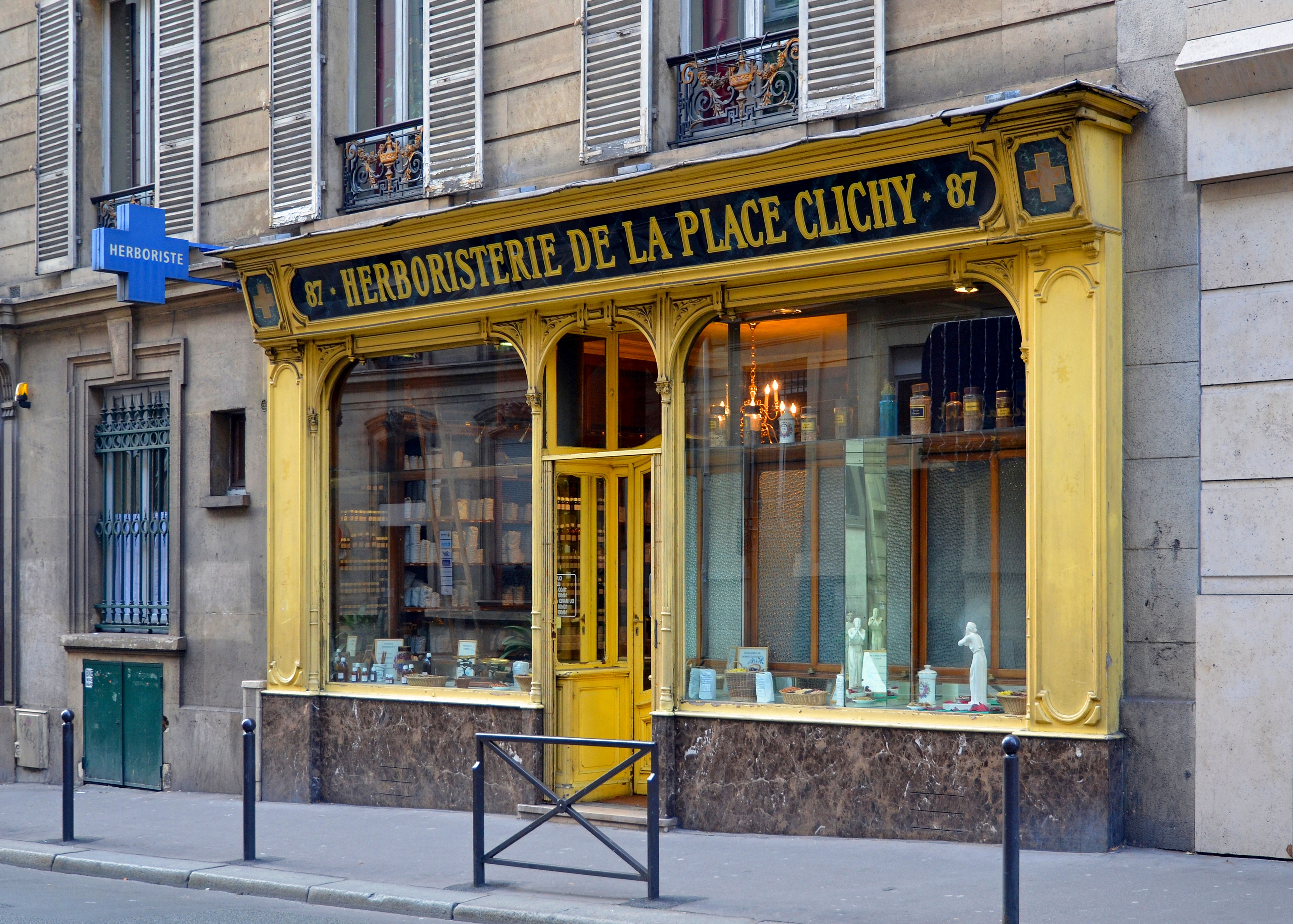
Herboristerie à Paris.

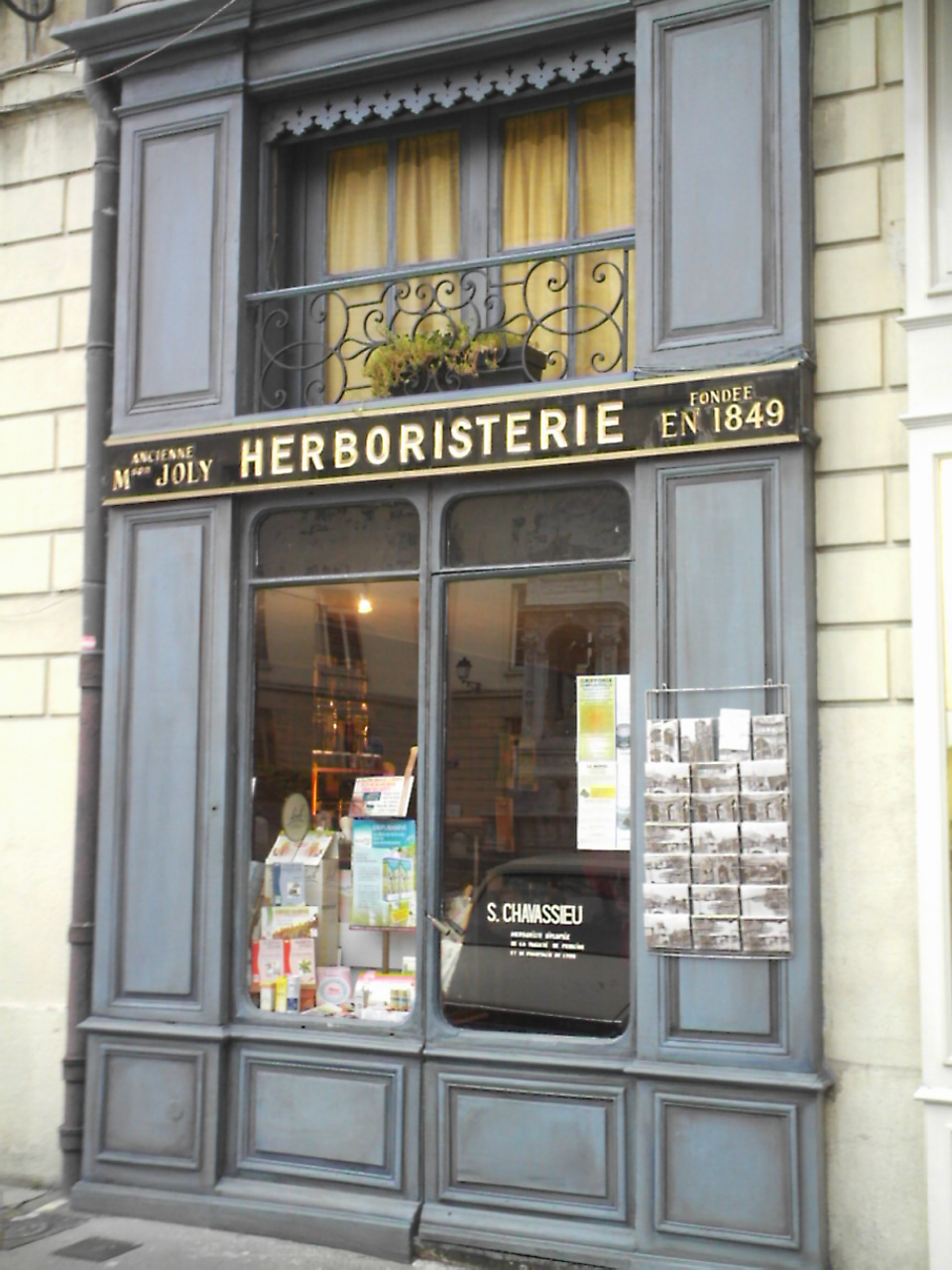
Herboristerie à Lyon.

Durant l'empire, le chimiste et député Antoine-François Fourcroy veut réformer la profession d'apothicaire et ouvrir leur monopole, mais n'y parvient pas. Au XIXe siècle, avec l'apparition des vaccins et d'un grand nombre de médicaments de synthèse, l'herboristerie recule, souvent présentée comme désuète et associée à une civilisation paysanne jugée dépassée, au profit de l'industrie pharmaceutique. Certains médecins continuent pourtant à défendre la médecine des simples et les savoirs traditionnels, comme François-Joseph Cazin dans le nord de la France en 1917.
Aucun diplôme officiel d'herboriste n'est plus délivré en France, depuis la loi du 11 septembre 1941 votée par le régime de Vichy qui a supprimé le certificat d’État d’Herboristerie, faisant que leurs titulaires se sont progressivement éteints sans successeurs. Le métier d'herboriste a donc de fait ensuite pratiquement disparu en France. De 4 500 herboristes en 1940, il ne reste qu'une dizaine d'herboristeries en France.
Au moins jusqu'en 1994 quelques herboristeries vendaient encore des plantes médicinales au nom des derniers titulaires du diplôme d'herboriste et quelques coopératives ont pu s'en saisir[pas clair]. Légalement, seuls les pharmaciens peuvent vendre les plantes présentées selon leurs propriétés médicinales. Une tolérance existait pour les personnes travaillant avec des herboristes diplômés, mais ceux-ci ont progressivement disparu.
La menthe et certaines lavandes sont encore très utilisées, mais souvent comme source d'arômes ou d'huiles essentielles. Thierry Thévenin, producteur-cueilleur de plantes médicinales, porte-parole du syndicat « Simples », syndicat des producteurs-cueilleurs de plantes médicinales, aromatiques, alimentaires, cosmétiques et tinctoriales, fait remarquer que la réglementation rend paradoxalement plus facile la vente et labellisation « bio » d'huiles essentielles dans le domaine alimentaire (ou l'aromathérapie) plutôt que pharmaceutique.
Plusieurs diplômes universitaires de phytothérapie, réservés aux professionnels de santé, existent dans les universités françaises (Paris XIII, Aix-Marseille et Lyon 1 notamment) et certains font explicitement référence aux plantes médicinales dans leur intitulé.
En France, cent quarante-cinq plantes (puis 148) dites « plantes médicinales libérées » peuvent toutefois être vendues par des non-pharmaciens (du fait de leur usage alimentaire notamment), depuis un décret en 2008.
En 2011, le sénateur Jean-Luc Fichet dépose une proposition de loi pour créer un diplôme et organiser la profession d'herboriste. Étudiée en première lecture en juillet 2011, cette proposition est caduque.
Une mission d’information sénatoriale sur « le développement de l'herboristerie et des plantes médicinales, des filières et métiers d'avenir » est constituée en avril 2018 à l'initiative du groupe parlementaire RDSE. Composée de vingt-sept sénateurs et sénatrices, elle est présidée par Corinne Imbert et a pour rapporteur Joël Labbé. À l'issue de leurs travaux ces parlementaires adoptent leur rapport en septembre de la même année. Parmi ses 39 propositions, la mission suggère la création d'un label « Plantes de France » (en visant 50 % de surfaces cultivées en « bio » avant 2025), le développement d'une filière agroécologique dans les outre-mer, des critères de cueillette durable, de la vente directe, de renforcer la formation et la recherche dans le domaine, de « réexaminer la liste des 148 plantes médicinales « libérées » du monopole pharmaceutique, en étudiant la possibilité d’y associer leurs usages traditionnels reconnus contre les « petits maux du quotidien » » et d'inscrire sur la liste du patrimoine culturel immatériel de l’Unesco les connaissances et savoir-faire liés à la culture et à l'usage traditionnels des plantes médicinales.

### Les herboristes au Royaume-Uni
Au début du XVIIIe siècle, les calculs rénaux et vésicaux sont soignés chirurgicalement en ouvrant la cavité abdominale et les organes touchés afin d'en retirer les calculs. Cette opération est extrêmement dangereuse à l'époque compte-tenu de l'absence d'asepsie, dont l'intérêt sera découvert plus tard. De nombreuses recettes de préparations par voie orale visant à la dissolution du calcul sont connues des profanes, mais aucune ne semble efficace. Cependant, une de ces préparations connait un tel succès que le Parlement d'Angleterre octroie une récompense conséquente à sa créatrice, Joanna Stephens, pour la publication de sa recette qui connait une renommée européenne. Si, actuellement, l'efficacité de cette préparation est remise en question, faute de preuves, l'intervention de Joanna Stephens a cependant ouvert la voie au traitement des calculs par dissolution en Angleterre.

### Les herboristeries en ligne
Les herboristeries en ligne sont les herboristeries qui exercent leurs activités par Internet.

## Préparation des plantes médicinales
Les plantes médicinales sont préparées par infusion, par décoction ou par macération.
Leur mode d'utilisation est varié :
- par ingestion : sous forme de tisanes ou de poudre incorporée aux aliments ;
- par bain de bouche et gargarismes ;
- par fumigation ou sous forme de cigarettes à fumer ;
- par application sur la peau : lotion ou fomention (compresses), cataplasmes ;
- par le bain de tout ou partie du corps ;
- par injection ou lavement.